# Ciuri, ciuri

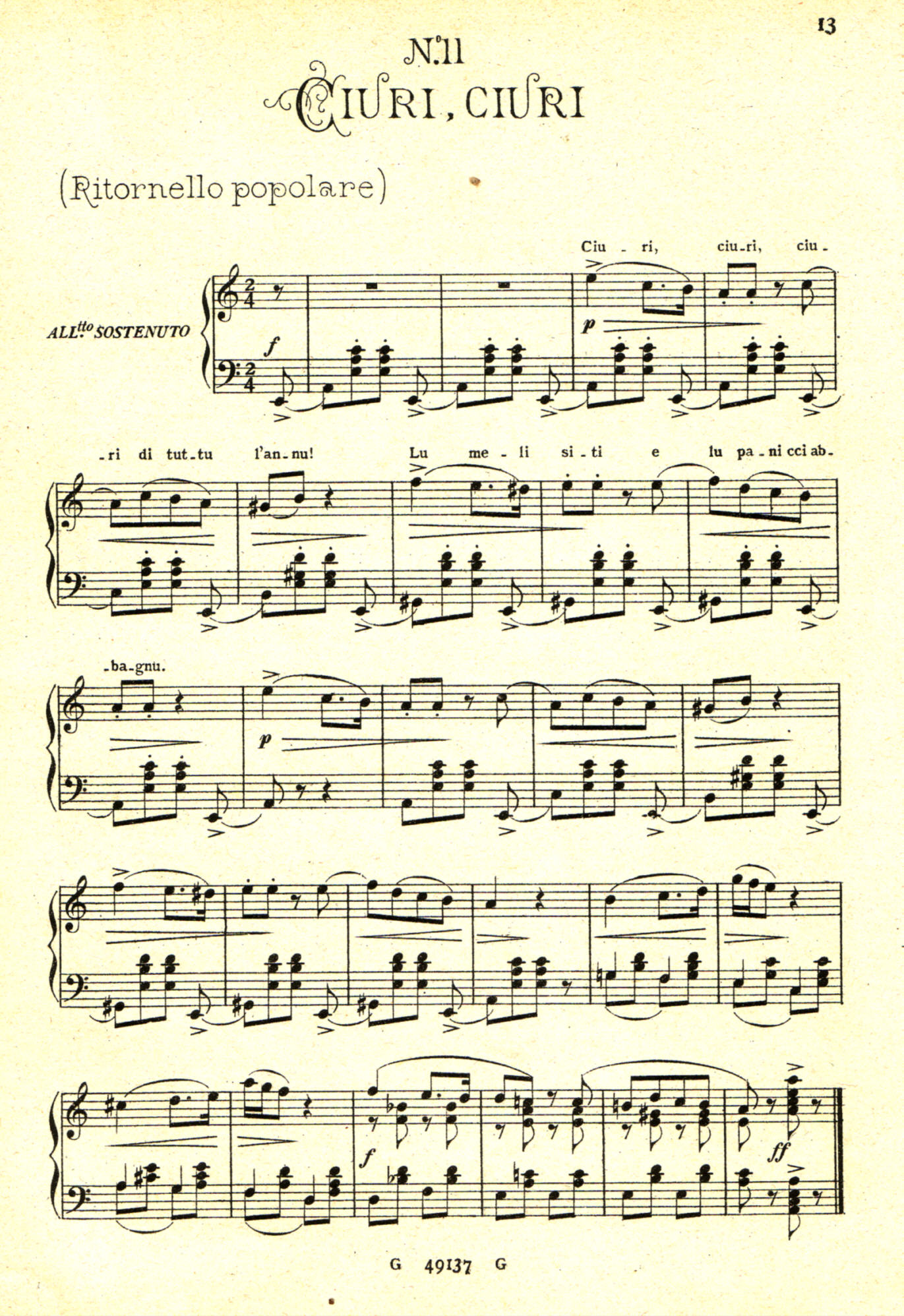
Ciuri, ciuri.

Ciuri, ciuri (également orthographiée Hjuri, hjuri ou Hiuri, hiuri ; incorrectement orthographiée Sciuri, sciuri ; de manière désuète Çuri, çuri ou Çiuri, çiuri ; archaïquement : Xhiuri, xhiuri, Xhuri, xhuri, Xiuri, xiuri, Xuri, xuri, Xhjuri, xhjuri ou Xjuri, Xjuri), prononcée /ˈʃ(j)u.ɾɪ ˈʃ(j)u.ɾɪ/, /ˈç(j)u.ɾɪ ˈç(j)u.ɾɪ/ ou anciennement /ˈχ(j)u.ɾɪ ˈχ(j)u.ɾɪ/, est un chant populaire sicilien. Le titre signifie en français « Fleurs, fleurs ». C'est l'une des chansons populaires siciliennes les plus célèbres, avec Vitti 'na crozza. L'auteur des paroles est inconnu, tandis que la musique a été écrite par Francesco Paolo Frontini en 1883.

## Paroles
- Tous les couplets sont suivis du refrain, qui est toujours répété trois fois.

| Paroles en sicilien | Traduction en français |
| --- | --- |
| Riturnellu: Ciuri, ciuri, ciuri di tuttu l’annu l’amuri ca mi dasti ti lu tornu.                                                         | Refrain : Fleurs, Fleurs de toute l’année L’amour que tu m’as donné, je te le rends. |
| Lu sàbutu, si sapi, allegra cori, beatu cu havi beḍḍa la mugghieri. Cu l’havi beḍḍa ci porta i dinari, cu l’havi brutta ci mori lu cori. | Le samedi, on le sait, réjouit les cœurs, Soit heureux l’homme dont la femme est belle. Celui qui a une belle femme dépense de l’argent pour elle, Celui qui a une femme laide, son cœur meurt. |
| Si troppu dispittusa tu cu mìa, cascu dû lettu si mi nsonnu a tìa. Si brutta ntâ faccia e ntû cori amaru cu ti pigghia pi mugghieri.     | Tu es trop rancunière avec moi, Je tombe du lit et je rêve de toi. Tu es laide dans le visage et dans le cœur. Malchanceux est qui t’épouse.                                                    |
| Ciuri di rosi russi ô sbucciari, amara a l'omu câ fìmmini criri, amara a cu si fa supraniari lustru di Paradisu nun ni viri.             | Fleurs de roses rouges en floraison, Malheureux est l’homme qui croit les femmes. Crétin celui qui est accablé, La porte du Paradis tu ne la vois pas.                                          |